# Tamins
Tamins (rätoromanisch Tumeinⓘ) ist eine politische Gemeinde im Schweizer Kanton Graubünden. Sie gehört zur Region Imboden und liegt rund 10 km westlich von Chur.

## Geographie
Unter dem Schlossfelsen des Ortsteils Reichenau vereinigen sich der Vorder- und Hinterrhein zum Rhein. Westlich des auf Domat/Emser Gemeindegebiet liegenden Bahnhofs Reichenau-Tamins trennt sich die Eisenbahnlinie der Rhätischen Bahn aus Chur: Eine Linie führt über Thusis ins Engadin, die andere über Disentis/Mustér nach Andermatt. Diese Linie liegt nach der Überquerung des Vorderrheins bis auf die Höhe der Ruine Wackenau auf Taminser Gebiet.
Das Gemeindegebiet greift über den Kunkelspass hinaus nach Norden ins Taminatal aus. Oberhalb dieses Gebietes und der dortigen Grossalp erstreckt sich das Gemeindegebiet ins Hochgebirge mit dem Ringelspitz als höchstem Punkt auf über 3200 Metern. Die SAC-Ringelspitzhütte vervollständigt den alpinen Charakter.

## Geschichte

Luftbild von Werner Friedli (1947)

Am Fuss des Hügelplateaus Crestis südwestlich des Dorfes Tamins wurden 1974 und 1976/1977 Funde einer spätneolithischen Station des 3. Jahrtausends v. Chr. entdeckt. Die grossen und zum Teil grobkeramischen Gefässe und die Stein- und Knochenartefakte lassen den Schluss zu, dass es sich kaum um einen ganzjährig benutzten Siedlungsplatz handelte, sondern eher um eine Anlage des sekundären Wirtschaftsbereichs. Gemäss dem Archäologischen Dienst Graubünden gehört eine solche Siedlung zu den ältesten Fundplätzen im Kanton.
Beim Strassenbau stiess man 1964 unterhalb des Kirchhügels auf ein Gräberfeld mit 63 Brandbestattungen. Die Gräber waren entweder grubenartig in den Grund eingelassen oder wiesen eine viereckige oder auch runde Steinumrandung auf. In der Regel waren sie mit einer oder mehreren Steinplatten zugedeckt. Die Gräber enthielten ein bis zwei Keramikgefässe als Beigaben, wobei ein Gefäss als Graburne diente, also den Leichenbrand und sporadisch vereinzelte verschmorte Bronzeobjekte (meist Schmuck) enthielt. Die Toten waren offensichtlich auf dem Scheiterhaufen verbrannt worden.
Die Keramikfunde des Gräberfeldes von Tamins lassen sich in zwei wesentliche Keramiktypen einteilen, einerseits eine rot bemalte und dunkel graphitierte Ware, die in eine ältere Eisenzeit (ca. 7. bis 6. Jahrhundert v. Chr.) datiert, andererseits eine graue bis schwarze, häufig stempelverzierte Ware, welche auch schon als Taminserkeramik bezeichnet wurde und in eine Spätphase der älteren Eisenzeit (ca. 6. bis 5. Jahrhundert v. Chr.) datiert. Die Taminserkeramik gehört zur eisenzeitlichen Alpenrheintalgruppe und zeichnet sich durch ausgesprochene Dünnwandigkeit aus. Typische Verzierungselemente bilden unter anderem Kreisaugenstempel, Girlandenmuster, Abrollmuster, aber auch lineare Verzierungen und fein gekerbte Leisten.
Tamins wurde 1224 als Tuminne, 1225 als Tvminnis und 1399 als Tumins erwähnt. Der Ort bildete im Mittelalter mit Trin und Reichenau die Herrschaft Trins mit der Burg Crap Sogn Parcazi als Zentrum. Nachdem Trin die Feudalrechte ausgekauft hatte, hiess die verkleinerte Herrschaft ab 1616 Herrschaft Reichenau und hatte bis 1803 Bestand. 1459 trennte sich Tamins kirchlich von Trin. 1492 wurde an Stelle einer älteren Kirche eine neue errichtet. 1540 erfolgte die Einführung der Reformation. 1799 wurde Tamins von den Franzosen bis auf die Kirche eingeäschert. Ein weiterer Brand zerstörte 1905 ein Viertel des Dorfes. Bis Mitte des 19. Jahrhunderts brachte die Flösserei von Reichenau bis zum Bodensee grossen Verdienst. 2000 waren rund zwei Drittel der Erwerbstätigen Wegpendler vor allem nach Domat/Ems und Chur.

## Wappen
| Wappen von Tamins | Blasonierung: «In Grün ein sechsstrahliger goldener (gelber) Stern»                                                            |
| Wappen von Tamins | Den Stern zeigte schon ein Gemeindesiegel von 1799. Spätere Wappen zeigten den Stern auch im blauen Feld über grünem Dreiberg. |

## Bevölkerung
| Jahr      | 1850 | 1888 | 1900 | 1930 | 1950 | 1980 | 1990 | 2000 | 2005 | 2010 | 2012 | 2014 | 2020 |
| --------- | ---- | ---- | ---- | ---- | ---- | ---- | ---- | ---- | ---- | ---- | ---- | ---- | ---- |
| Einwohner | 770  | 585  | 863  | 618  | 781  | 946  | 1112 | 1167 | 1163 | 1184 | 1222 | 1226 | 1226 |

### Sprachen

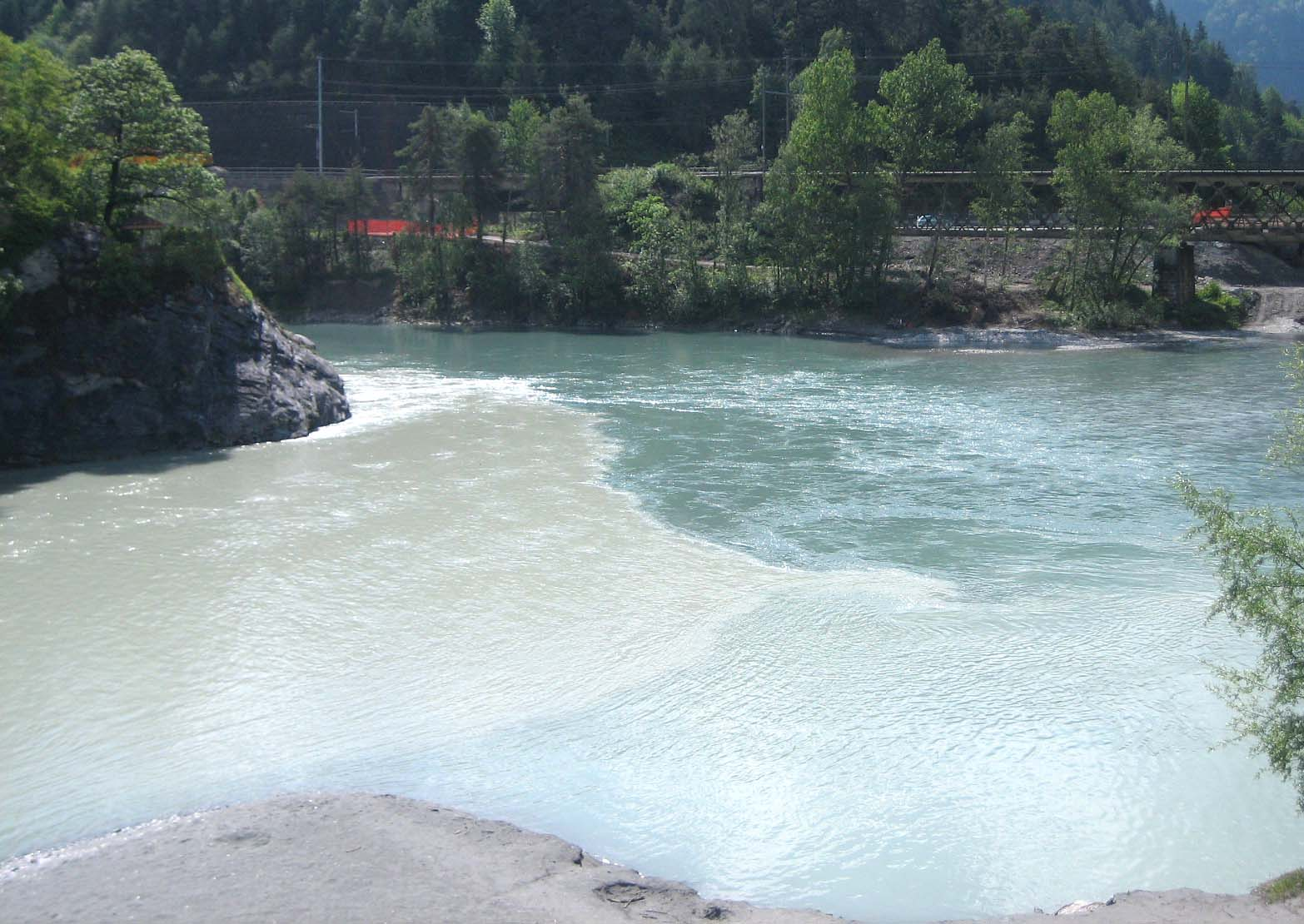
Zusammenfluss von Vorder- und Hinterrhein bei Tamins

Der Sprachwechsel in Tamins von der bündnerromanischen Sprache zum Deutschen erfolgte schon sehr früh. Wann genau ist unbekannt. Doch gab es immer eine kleine Minderheit romanischsprachiger Personen. Sie sprechen eine mittelbündnerische Mundart, gebrauchen aber traditionell das Surselvische als Schriftsprache.
| Sprachen      | Volkszählung 1980 | Volkszählung 1980 | Volkszählung 1990 | Volkszählung 1990 | Volkszählung 2000 | Volkszählung 2000 |
| Sprachen      | Anzahl            | Anteil            | Anzahl            | Anteil            | Anzahl            | Anteil            |
| ------------- | ----------------- | ----------------- | ----------------- | ----------------- | ----------------- | ----------------- |
| Deutsch       | 795               | 84,04 %           | 962               | 86,51 %           | 1032              | 88,43 %           |
| Rätoromanisch | 67                | 7,08 %            | 62                | 5,58 %            | 41                | 3,51 %            |
| Italienisch   | 59                | 6,24 %            | 42                | 3,78 %            | 33                | 2,83 %            |
| Einwohner     | 946               | 100,00 %          | 1112              | 100,00 %          | 1167              | 100,00 %          |

## Sehenswürdigkeiten
- Reformierte Kirche Tamins

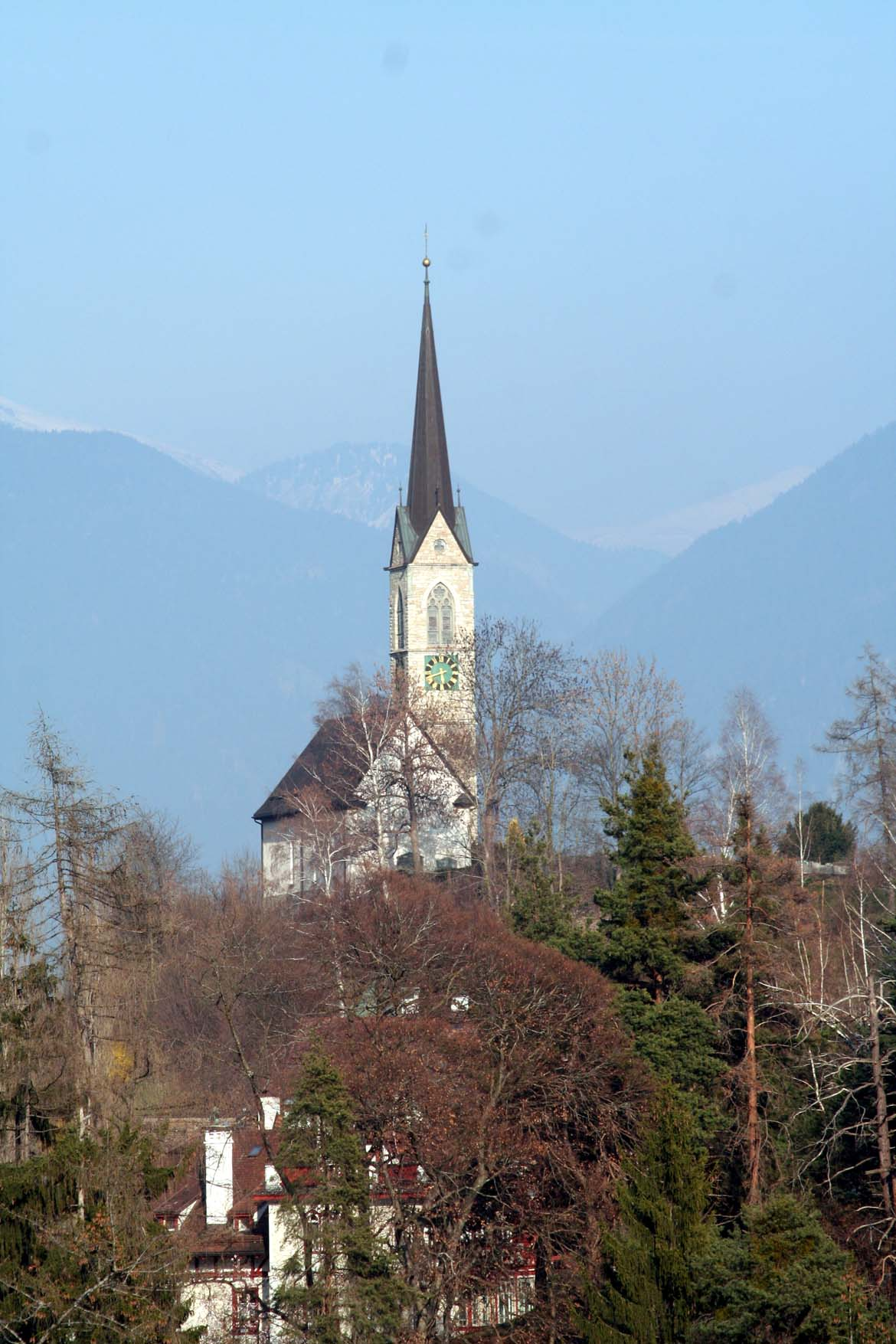
Kirche Tamins

- Emserbrücke, eiserne Strassenbrücke über den Rhein bei Reichenau[7]
- Hinterrheinbrücke Reichenau der Rhätischen Bahn
- Schloss Bass und Garten
- Wassermühle
- Asphaltaufbereitungsanlage Catram, 2002, Architekt: Kurt Lazzarini[8]
- Strassenbrücke über das Lavoitobel[9]

## Bilder

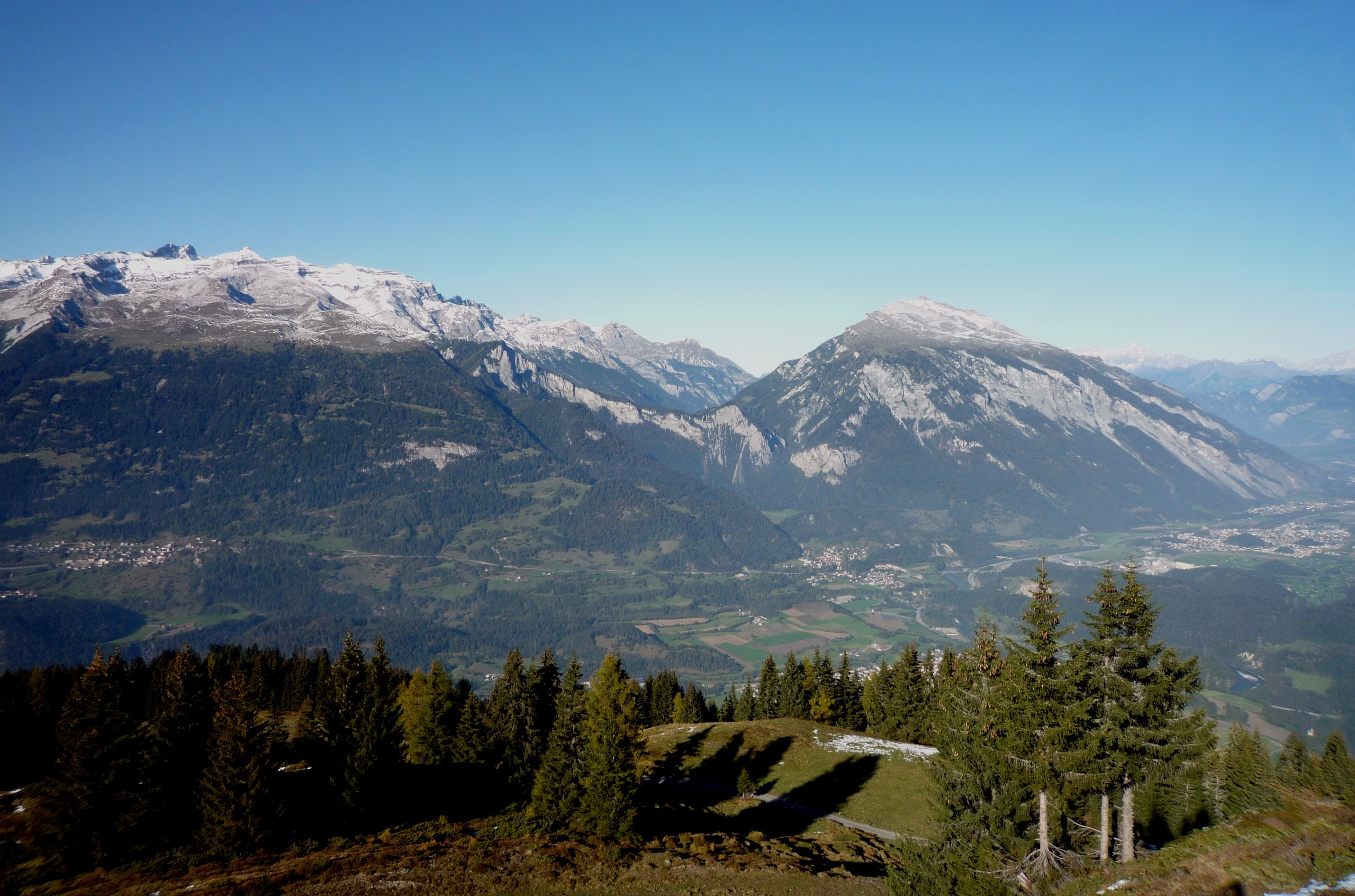
In der Mitte Tamins, links Ringelspitz und rechts Calandamassiv, dazwischen der Kunkelspass
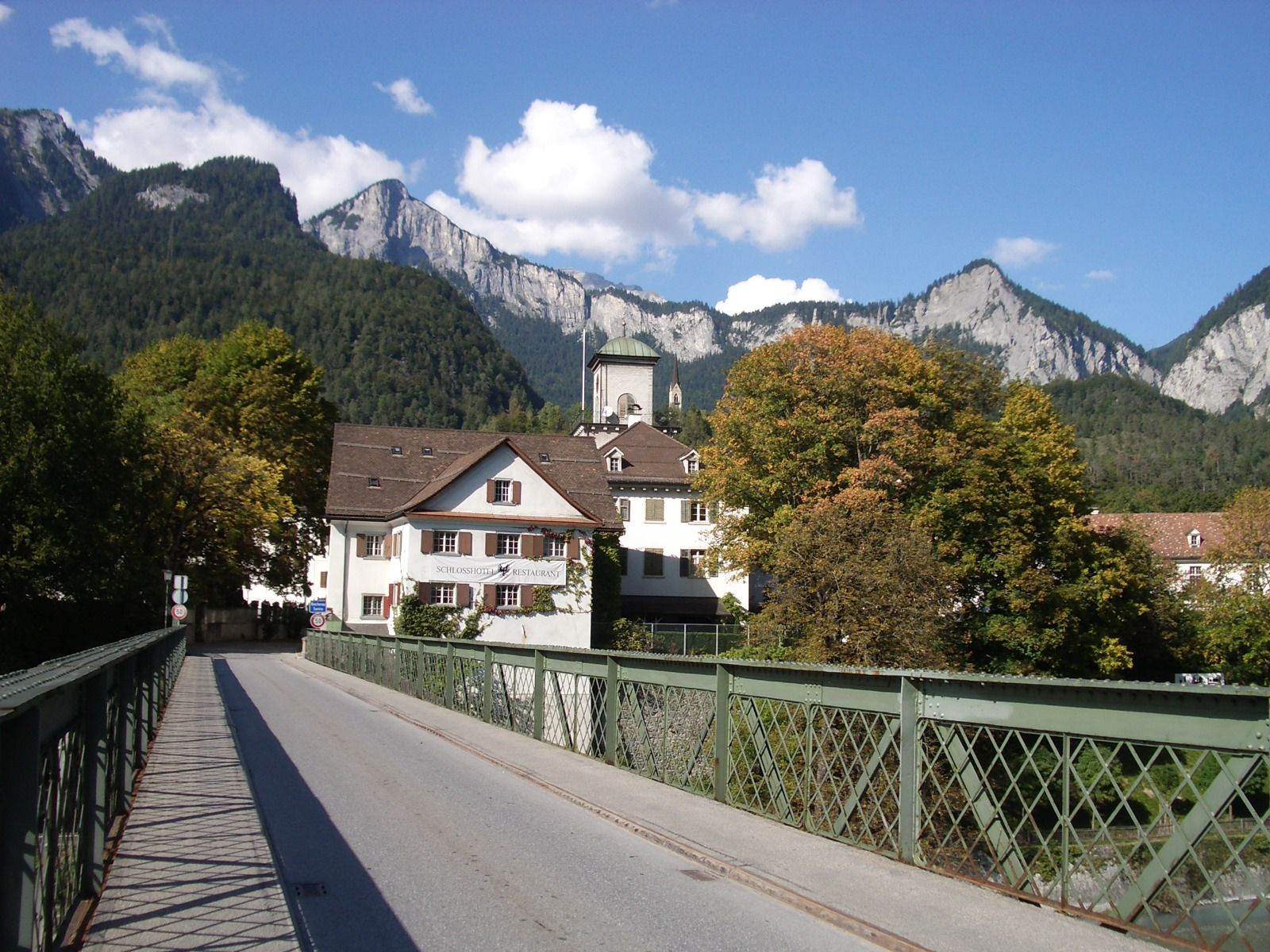
Schlosshotel Adler, im Hintergrund Kirchturmspitze Tamins und Kunkelspass
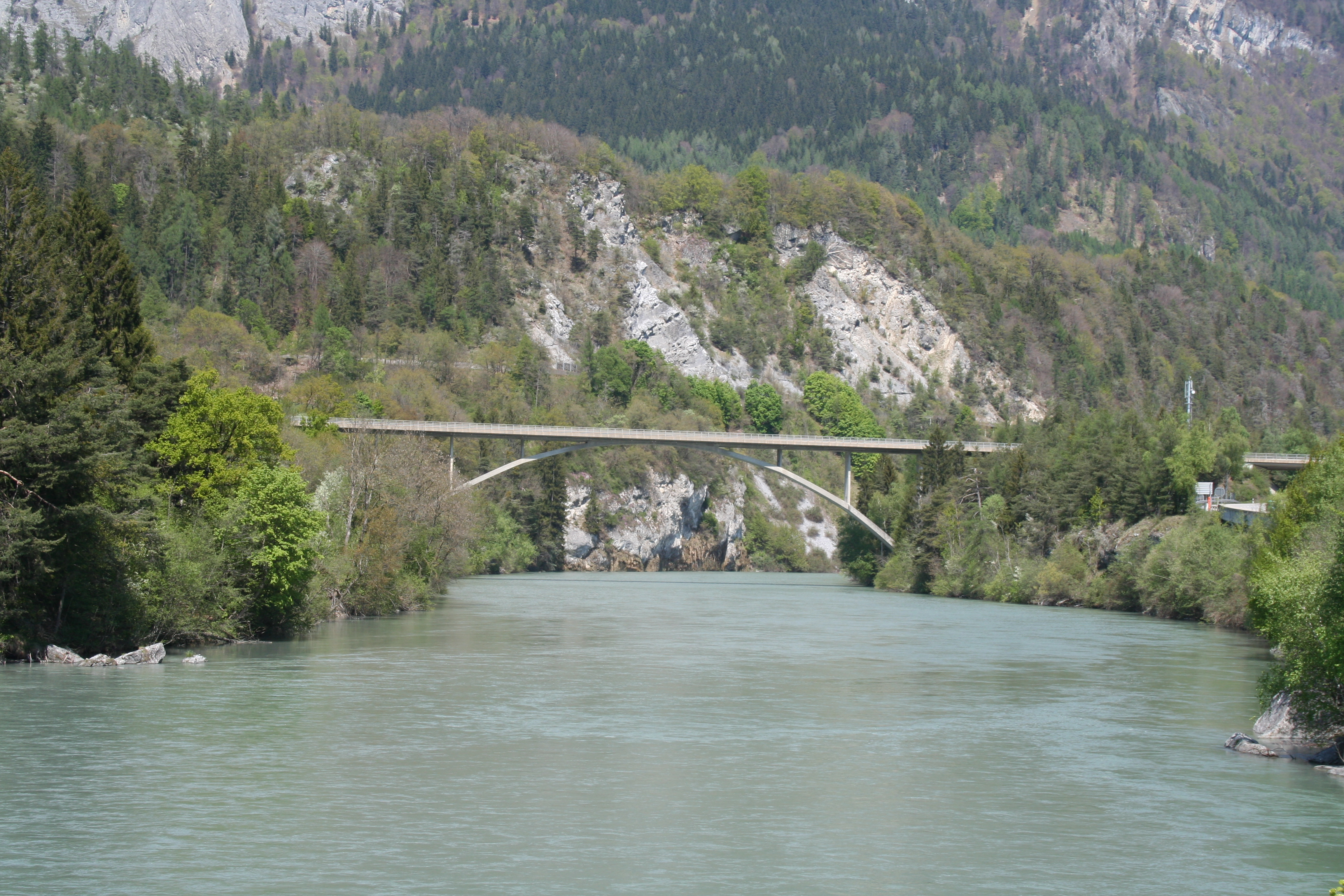
Rheinbrücke Tamins der Hauptstrasse 19 von Christian Menn

## Persönlichkeiten
- Jakob Ragaz (1846–1922), Architekt
- Leonhard Ragaz (1868–1945), reformierter Theologe
- Georg Thürer (1908–2000), Literaturwissenschaftler und Historiker
- Hans Schmid (1924–2008), Maler und Grafiker
- Flury Koch (* 1945), Skilangläufer
- Hans Jürg Domenig (* 1964), Unternehmer
- Corinna Menn (* 1974), Architektin